# Ha-Kibuc ha-dati
Ha-Kibuc ha-dati (hebrejsky הקיבוץ הדתי‎, doslova Náboženský kibuc) je zemědělská a osadnická organizace sdružující některé kolektivně hospodařící vesnice typu kibuc v Izraeli.

## Dějiny
Vznikla 11. ledna 1935 jako organizace napojená na ideologii náboženského sionismu. Zakladateli byli někteří členové politického hnutí ha-Po'el ha-Mizrachi. Ideologií organizace je kombinace náboženské víry, sionismu a kolektivního života v zemědělské osadě typu kibuc. Politicky inklinovali členové ha-Kibuc ha-dati z levému křídlu náboženské strany Mafdal.
Už v roce 1929 procházeli někteří nábožensky orientovaní zájemci o imigraci zemědělským školením v Polsku a Německu. Po příchodu do mandátní Palestiny utvořili provizorní pracovní kolektivy a pokračovali ve výcviku. V roce 1937 zbudovali první trvalou osadu, vesnici Tirat Cvi v dosud židovskou kolonizací nedotčeném Bejtše'anském údolí. Poblíž pak vyrostl další kibuc Sde Elijahu což mělo posilovat soudržnost kolektivu a poskytovat lepší obranu před případnými útoky z vnějšku. Ve 40. letech přibyly ještě vesnice Kvucat Javne, Be'erot Jicchak, Kfar Ecjon, Ejn ha-Naciv, Masu'ot Jicchak, Ejn Curim, Sa'ad a Kfar Darom. Jedna osadnická skupina tehdy dočasně pobývala v lokalitě Birija.
Do vzniku státu Izrael, tedy ještě za mandátní Palestiny, vzniklo v jejím rámci jedenáct náboženských kibuců. Z nich pět bylo zničeno během války za nezávislost v roce 1948 (včetně osad v bloku Guš Ecjon). Těžké boje se odehrávaly u Tirat Cvi, egyptské obléhání zažila vesnice Be'erot Jicchak. Tři kibucy se proměnily na sídla typu mošav šitufi a organizaci opustily. Dalších osm kibuců bylo ale založeno po vzniku státu Izrael. V roce 1966 byla zbudována nová vesnice Alumim. O rok později přibyla osada Ma'ale Gilboa. Nové domovy si kromě toho postavili obyvatelé zaniklých osad v bloku Guš Ecjon, který byl ale Izraelem dobyt v roce 1967 a pak tam znovu vyrostl kibuc Kfar Ecjon a na místě zničeného Ejn Curim vznikla vesnice Roš Curim, ke které přibyl nedaleký kibuc Migdal Oz. Na severu Izraele v této době vznikla vesnice Bejt Rimon. Členové vesnic zapojených do ha-Kibuc ha-dati byli převážně Židé původem z Evropy, později tvořili velkou část nových osadníků absolventi mládežnického hnutí Bnej Akiva.

## Současnost
Podle údajů k roku 1964 sdružovala organizace deset vesnic s 4000 obyvateli. V roce 1970 jejich počet stoupl na 13 a počátkem 21. století sdružuje ha-Kibuc ha-dati 16 kibuců s počtem obyvatel 8000. Ekonomicky jsou tyto vesnice orientovány na zemědělství, průmysl a turistický ruch. V čele organizace stojí 100 zástupců ze všech vesnic. Tento sbor se schází jednou za několik let. Běžnou agendu řeší volený sekretariát s 35 členy. Pod organizaci spadá i provoz sedmi vzdělávacích institucí. V roce 1947 vznikla ješiva sloužící potřebám hnutí ha-Kibuc ha-dati. Byla situována poblíž náboženské školy ve Kfar ha-Ro'e. Po roce se přesunula do blízkosti města Rechovot a v roce 1953 byl spuštěn vzdělávací komplex Kerem be-Javne. Samostatná ješiva pak vznikla na trvalém místě v Ejn Curim poté, co o jejím umístění rozhodli členové hnutí v roce 1977. Budova byla slavnostně otevřena roku 1985. Další ješiva pak vznikla roku 1994 v Ma'ale Gilboa.